# Walter Schirnik
Walter Schirnik (* 25. Oktober 1972 in Neuhaus) ist ein österreichischer Pianist und Dirigent sowie Musik- und Filmproduzent.

## Leben
Walter Schirnik arbeitet seit 1992 weltweit als Musik- und Filmproduzent.
Er ist seit 2015 Geschäftsführer der Musik- und Filmproduktionsfirma C2M sowie seit 2012 Geschäftsführer der NeckarTon GmbH. Des Weiteren engagiert sich Walter Schirnik als Intendant und 1. Vorsitzender der Stuttgarter Symphoniker e.V. und als erster Vorsitzender von Zuflucht Kultur e.V. unter anderem für integrative Opernprojekte (Così fan tutte, Zaide, Idemoneo) mit syrischen Bürgerkriegsflüchtlingen.
Walter Schirnik komponierte und produzierte die Filmmusik zu Jo Müllers TV-Dokumentation „Roland Emmerich – Mein Leben“ über den Regisseur. Als Filmkomponist, Produzent und Arrangeur arbeitet er für TV- und zahlreiche Kinoproduktionen.
Seinen ersten Plattenvertrag hatte er 1994 bei der Intercord/EMI als Exklusiv-Künstler. Er komponierte und produzierte zwei Top-Ten-Hits in der Türkei. In Deutschland war er 1998 mit dem Titel Let it rain von Gotthard erfolgreich.
Beim Heimspiel der Fantastischen 4 auf dem Cannstatter Wasen arrangierte er das Zusammenspiel mit einem Sinfonieorchester. Für die Live-DVD erhielt er eine Gold-Auszeichnung.
Er ist Initiator, Co-Produzent und Filmkomponist des Kino-Dokumentarfilms Hello I am David über den Pianisten David Helfgott, der mit dem Deutschen Kamerapreis (DOP: Ute Freund) ausgezeichnet wurde.
Als Medienberater und Filmproduzent, unter anderem für den Pianisten und Dirigenten Christoph Eschenbach, entwickelt er neue Formate und Konzepte, um die Klassikwelt einem breiteren und neuen Publikum zugänglich zu machen. Im Mai 2017 erschien der Dokumentarfilm Die Wiener Philharmoniker – Mehr als Musik! von Walter Schirnik (Produzent) und Co Merz (Regie).

## Veröffentlichungen (Auswahl)
- Vakuum (Spielfilm 2004 – Komposition und Produktion des Titelsongs)
- Grabpflege[8] (Kurzspielfilm 2010, Komposition und Musikproduktion der Filmmusik – ARD)
- Original Soundtrack Hello I am David! (Konzert- und Filmproduktion 2015 – DVD, CD)
- Hello I am David![7] (Dokumentarfilm: Kino, TV – 2015)
- Die Wiener Philharmoniker – Mehr als Musik! (Dokumentarfilm 2017, TV-Erstausstrahlung: ORF/ServusTV, Mai 2017)